# Bloki osiedli żydowskich

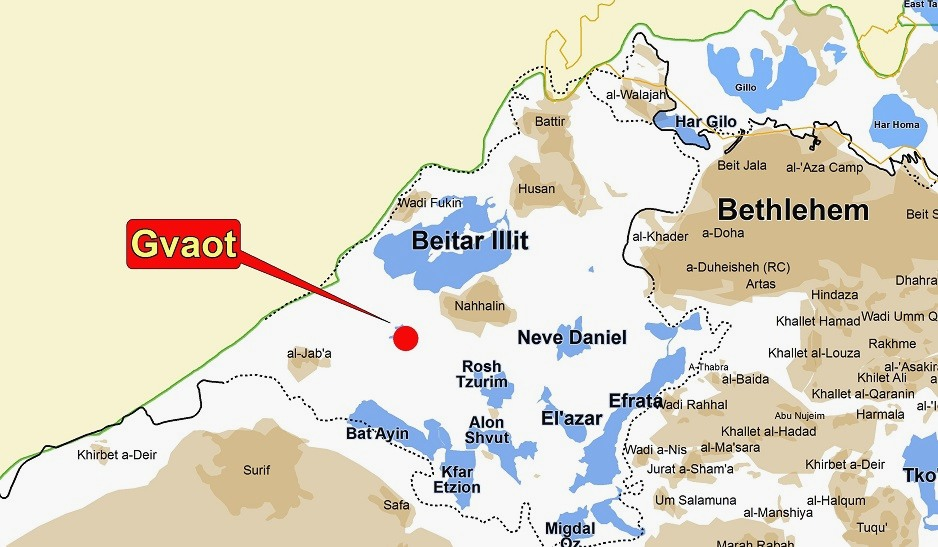
Przykład jednego z bloku osiedli (Gusz Ecjon) na Zachodnim Brzegu. Kolor niebieski – osiedla żydowskie; kolor brązowy – miasta i wsie palestyńskie.

Bloki osiedli żydowskich lub bloki osiedli  (hebr. גושי ההתיישבות/גושי ההתנחלויות, guszej ha-hitnachalujot/guszej ha-hitjaszwut, ang. settlement blocs) – termin stosowany wobec skupisk osiedli żydowskich położonych blisko siebie na Zachodnim Brzegu, a do 2005 roku, również w Strefie Gazy (np. Gusz Katif). Bloki osiedli nie są zdefiniowane w prawie izraelskim. Ich definicja nie pojawiła się również w dokumentach i rozmowach izraelsko-palestyńskich oraz izraelsko-amerykańskich.
Izraelczycy koncepcję bloków osiedli opierają na: porozumieniu Josiego Belina z Jasirem Arafatem z 1995 roku, rozmowach prowadzonych w Camp David w 2000 roku (które nie zakończyły się jakimkolwiek porozumieniem), propozycjach Clintona z 2001 roku oraz liście George’a W. Busha do Ariela Szarona z 2004 roku. Bloki osiedli znajdują się w tzw. izraelskim konsensusie narodowym, czyli uważa się, że wszystkie one lub jakaś ich część powinny znaleźć się w granicach Izraela, co będzie miało zostać potwierdzone w przyszłych porozumieniach pokojowych.
Specjalny sprawozdawca ONZ ds. sytuacji w zakresie praw człowieka na okupowanych terytoriach palestyńskich Michael Lynk w 2021 roku podkreślił, że osiedla na Zachodnim Brzegu i we Wschodniej Jerozolimie stanowią naruszenie Statutu Rzymskiego Międzynarodowego Trybunału Karnego i noszą znamiona zbrodni wojennej.

## Rozwój koncepcji bloków osiedli

### Koncepcja Ariela Szarona
Pierwszy raz koncepcja bloków osiedli na Zachodnim Brzegu pojawiła się w 1978 roku i została zaproponowana przez Ariela Szarona. Miała być to odpowiedź na izraelsko-egipskie porozumienie pokojowe, które zakładało zagwarantowanie Palestyńczykom autonomii przez Izrael m.in. w granicach Zachodniego Brzegu. Koncepcja bloków Szarona miała zapobiec utworzeniu państwa palestyńskiego poprzez zaburzenie jego ciągłości terytorialnej. Szaron zaproponował, że zamiast rozwoju pojedynczych osiedli rząd powinien skupić się na dużych skupiskach osiedli zwanych blokami . Szaron zaproponował bloki, które pokrywają się ze współcześnie istniejącymi :
- blok Karne Szomeron (Gusz Karne Szomeron), który miał na celu zwiększenie żydowskiej obecności na zachodnich stokach Wzgórz Samarii,
- blok Ari’el (Gusz Ari’el), który miał zapewnić kontrolę nad drogą ekspresową nr 60 i autostradą nr 5,
- blok Newe Cof/Challamisz (Gusz Newe Cof), który miał zapewnić kontrolę nad zachodnimi zboczami Wzgórz Binjamin,
- blok Ma’ale Adummim (Gusz Ma’ale Adummim), który ma domknąć od wschodu pierścień osiedli wokół Jerozolimy,
- blok Gusz Ecjon-Teko’a (Gusz Ecjon-Teko’a), wzmocnienie południowej części pierścienia osiedli wokół Jerozolimy i utworzenie buforu pomiędzy Betlejem a Hebronem,
- blok Ma’on-Karmel (Gusz Ma’on-Karmel), który miał zapewnić kontrolę na obszarze pomiędzy Jerozolimą, Ma’ale Adummim a Aradem.

Po podpisaniu I Porozumienia z Oslo przedstawiciele osadniczej organizacji samorządowej Rady Jesza zaproponowali premierowi Icchakowi Rabinowi tzw. plan blokowy. Zakładał on, że każde osiedle na Zachodnim Brzegu zostanie połączone drogą z jednym z istniejących już bloków osiedli. W ten sposób osadnicy chcieli zmniejszyć ilość osiedli, które zostałyby w przyszłości zniszczone lub ewakuowane przy utworzeniu państwa palestyńskiego. Za zgodą premiera oraz wiceministra obrony Izraela Mordechaja Gura dokument ten został włączony do wytycznych dla izraelskich negocjatorów w procesie pokojowym. Ministerstwo Obrony wystosowało jednocześnie prośbę do samorządów osiedli, aby te przedstawiły dane niezbędne do dopracowania planu (trasy komunikacyjne, parki narodowe, źródła wody, linie elektryczne, oświetlenie, rezerwaty czy stanowiska archeologiczne) .

### Porozumienie Belina z Arafatem
Innym dokumentem, w którym pojawiły się bloki osiedli, było porozumienie Josiego Belina z Jasirem Arafatem z 31 października 1995 roku. Według zawartych w nim postanowień 50 osiedli z zamieszkującą je łączną liczbą 100 000 mieszkańców miało zostać włączonych w granice Izraela. Ponadto osiedla, które pozostałyby po stronie państwa palestyńskiego, nie podlegałyby likwidacji, a ich status poddany byłby dalszym negocjacjom. Według Belina osadnicy ci otrzymaliby wybór pomiędzy rekompensatą za zmianę miejsca zamieszkania a pozostaniem pod władzą palestyńską. Pewnym było to, iż pozostali w osiedlach Izraelczycy mieliby prawo głosowania w wyborach do Knesetu  .

### Szczyt w Camp David (2000) i propozycje Clintona
Podczas rozmów w Camp David w 2000 roku Ehud Barak miał nieoficjalnie zgodzić się na utworzenie państwa palestyńskiego w ramach 92% Zachodniego Brzegu. Pozostałe 8% obszaru miało wejść w skład Państwa Izrael. W ramach obszaru, który miał zostać przyznany Izraelowi, 5% to były bloki osiedli . Arafat miał przystać na taką propozycję w zamian za przekazanie przez Izrael części własnych obszarów zamieszkanych przez Arabów. Według Martina Blechera postanowienia te nie mają żadnego prawnego znaczenia, ponieważ rozmowy w Camp David zakończyły się niepowodzeniem w 2001 roku.
W 2001 roku, w Tabie, Bill Clinton zaproponował obu stronom, że 80% osadników żydowskich skupionych zostanie w ramach bloków osiedli, które to z kolei będą stanowić od 4 do 6% Zachodniego Brzegu . Clinton zaznaczył, że państwo palestyńskie powinno składać się ze Strefy Gazy i Zachodniego Brzegu. Bloki osadnicze znajdujące się na Zachodnim Brzegu miały zostać przekazane Izraelowi w myśl zasady „maksymalizacji skupisk ludzi, minimalizacji terytorium”. Propozycja ta została odrzucona przez stronę palestyńską .
Pojawienie się jednak bloków osiedli w amerykańskich propozycjach jest, według Blechera, traktowane przez Izrael jako zgoda na ich istnienie oraz znak, iż ich istnienie będzie przedmiotem osobnych negocjacji.

### List George’a W. Busha do Ariela Szarona
W trakcie izraelsko-amerykańskich rozmów na temat jednostronnego wycofania izraelskich osiedli ze Strefy Gazy Ariel Szaron prowadził korespondencję z George’em W. Bushem na temat procesu pokojowego na Bliskim Wschodzie. Propokojowa organizacja strzegąca praw człowieka Pokój Teraz uznaje, że akapit listu z 14 kwietnia 2004 roku, na który powołują się kolejne rządy Izraela, można interpretować dwojako. Izraelskie władze odczytują ten akapit jako amerykańską zgodę na istnienie bloków osiedli. Oto wspomniany akapit:

As part of a final peace settlement, Israel must have secure and recognized borders, which should emerge from negotiations between the parties in accordance with UNSC Resolutions 242 and 338. In light of new realities on the ground, including already existing major Israeli populations centers, it is unrealistic to expect that the outcome of final status negotiations will be a full and complete return to the armistice lines of 1949, and all previous efforts to negotiate a two-state solution have reached the same conclusion. It is realistic to expect that any final status agreement will only be achieved on the basis of mutually agreed changes that reflect these realities.

Według organizacji Pokój Teraz określenie „major Israeli population centers” jest błędnie utożsamiane z blokami osiedli. Huberman twierdzi, że list Busha w żaden sposób nie odwołuje się do bloków osiedli. Ważniejszą kwestią, jaką porusza list, jest to, iż Bush uzależnił wszelkie sprawy terytorialne i ostateczną formę porozumienia izraelsko-palestyńskiego od obustronnego konsensusu, a nie od jednostronnych decyzji .
W 2008 roku „The Washington Post” opublikował artykuł, w którym powołał się na opinie z kręgów izraelskiego rządu, stwierdzające, że list Busha był częścią amerykańsko-izraelskiego porozumienia na temat dalszego rozwoju osiedli na Zachodnim Brzegu. Administracja amerykańska zdementowała doniesienia, uznając list jedynie za aprobatę wycofania osiedli ze Strefy Gazy. Izraelczycy natomiast stwierdzili, że posiadali amerykańską zgodę i wytyczne dotyczące rozwoju osiedli .
Organizacja Pokój Teraz zaznacza, że pomimo braku potwierdzenia zawarcia takiej umowy, od 2004 roku bloki osiedli ciągle się rozbudowywały, a administracja Busha nie protestowała przeciwko ich istnieniu.

## Bloki osiedli na Zachodnim Brzegu
Według Hubermana próby zdefiniowania bloków osiedli przez kolejne izraelskie rządy zakończyły się porażką. Ani prawo izraelskie, ani międzynarodowe nie precyzują, czym one są. Na podstawie trasy budowanego muru bezpieczeństwa można jedynie stwierdzić, gdzie znajdują się bloki, które Izrael chce włączyć do swoich granic. Pozostałe za murem bloki będą tworzyć enklawy .
Organizacja Pokój Teraz potwierdziła, że bloki są częścią izraelskiego konsensusu narodowego. Oznacza to, że każdy rząd dokładał starań, aby osiedla w ramach bloków rozwijały się. Ponadto każdy rząd twierdził, że bloki osiedli mają się stać w przyszłości częścią Izraela. Według danych organizacji bloki składają się z jednego dużego osiedla, któremu Izrael nadał status miasta (np. Ma’ale Adummim czy Betar Illit), oraz mniejszych osiedli przyległych. Część z bloków znajduje się blisko zielonej linii i są uznawane za „sypialnie”. Co więcej są one skomunikowane transportem publicznym lub połączone szlakami komunikacyjnymi z Izraelem. Według organizacji Pokój Teraz mieszkańcy bloków osiedli nie wybrali ich za miejsce swojego zamieszkania ze względów ideologicznych. Są to ludzie szukający lepszych warunków życia, zamieszkania i niższych kosztów życia w porównaniu z Izraelem.
Organizacja Pokój Teraz wyróżniła następujące bloki osiedli: blok Ma’ale Adummim/E1, blok Giwat Ze’ew, blok Gusz Ecjon, blok Ari’el, blok Karne Szomeron.

### Blok „Wielkiej Jerozolimy”
Według planów zakładających odcięcie Jerozolimy od otaczających ją miejscowości palestyńskich zakłada się aneksję następujących bloków: Ma’ale Adummim, Giwat Ze’ew i Gusz Ecjon, które mają być pierścieniem zabezpieczającym Jerozolimę przed podziałem miasta w przypadku powstania niepodległego państwa palestyńskiego  .

#### Blok Ma’ale Adummim/E1

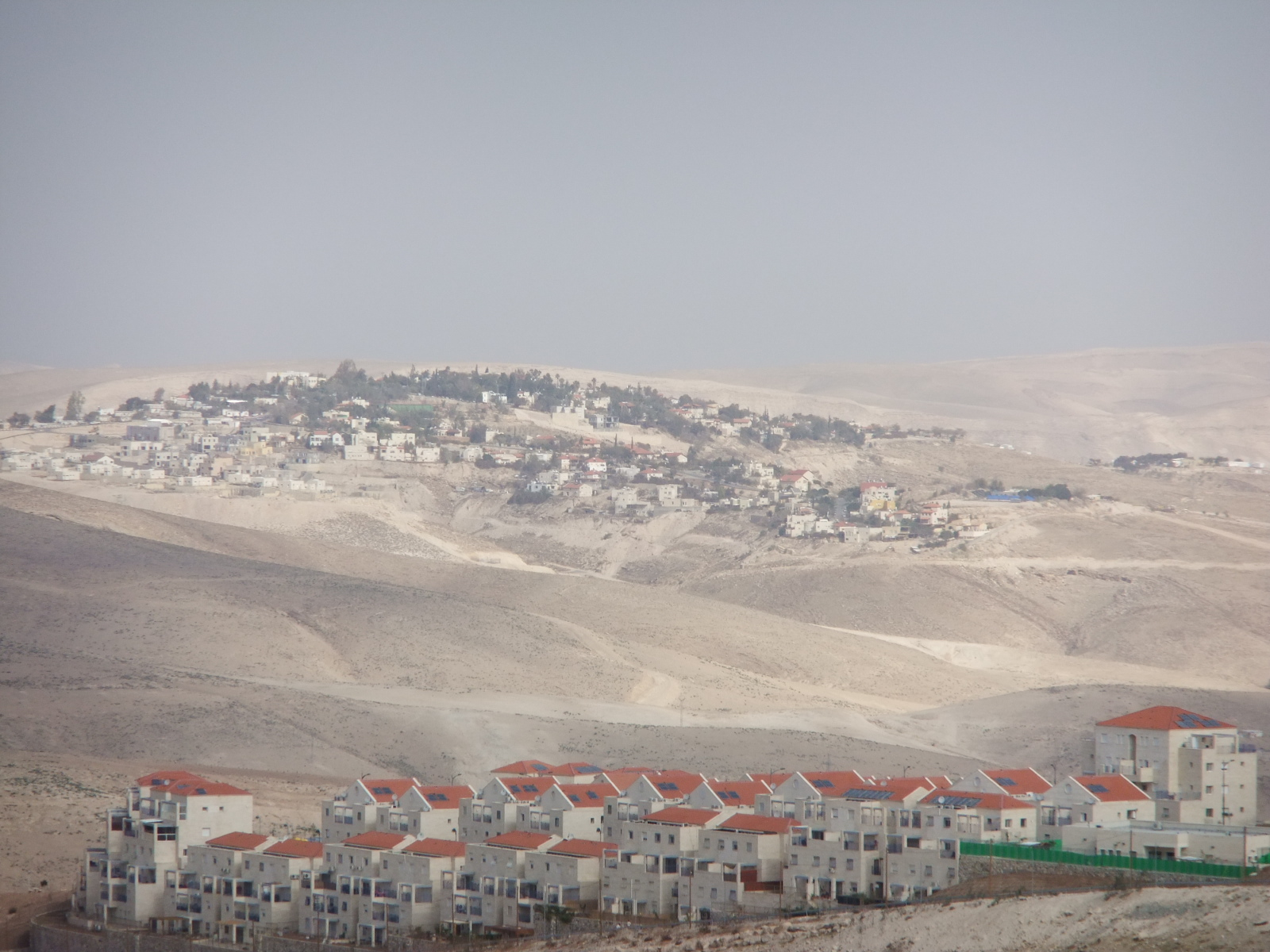
Widok na Kefar Adummim

Blok ten znajduje się na wschód od Wschodniej Jerozolimy, a jego głównym osiedlem jest Ma’ale Adummim. Zajmuje powierzchnię 60 000 dunamów (60 km²). Kontrowersyjnym elementem tego bloku jest obszar E1, który ma połączyć osiedle Ma’ale Adummim z Jerozolimą, co zablokowałoby połączenie północy Zachodniego Brzegu i Ramallah z południem Zachodniego Brzegu i Betlejem.
W skład bloku, poza obszarem E1, wchodzą także: Kefar Adummim, Nofe Perat, Allon i Micpe Jericho.
| Osiedle        | Liczba ludności (2020) |
| -------------- | ---------------------- |
| Ma’ale Adummim | 37 847                 |
| Kefar Adummim  | 4785                   |
| Nofe Perat     | b.d.                   |
| Allon          | b.d.                   |
| Micpe Jericho  | 2577                   |

#### Blok Giwat Ze’ew

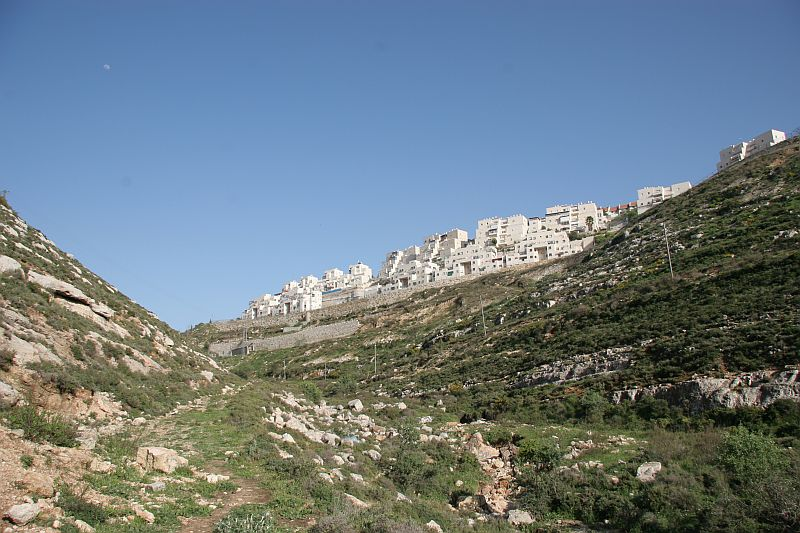
Widok na Giwat Ze’ew

Blok ten znajduje się na północny zachód od Jerozolimy, na południe od Ramallah. Zajmuje powierzchnię 25 000 dunamów (25 km²). W jego skład, poza osiedlem Giwat Ze’ew, wchodzą: Bet Choron, Giwon he-Chadasza, Kochaw Ja’akow i Pesagot .
| Osiedle           | Liczba ludności (2020) |
| ----------------- | ---------------------- |
| Giwat Ze’ew       | 19 225                 |
| Bet Choron        | 1454                   |
| Giwon he-Chadasza | 1043                   |
| Kochaw Ja’akow    | 9116                   |
| Pesagot           | 2037                   |

#### Blok Gusz Ecjon

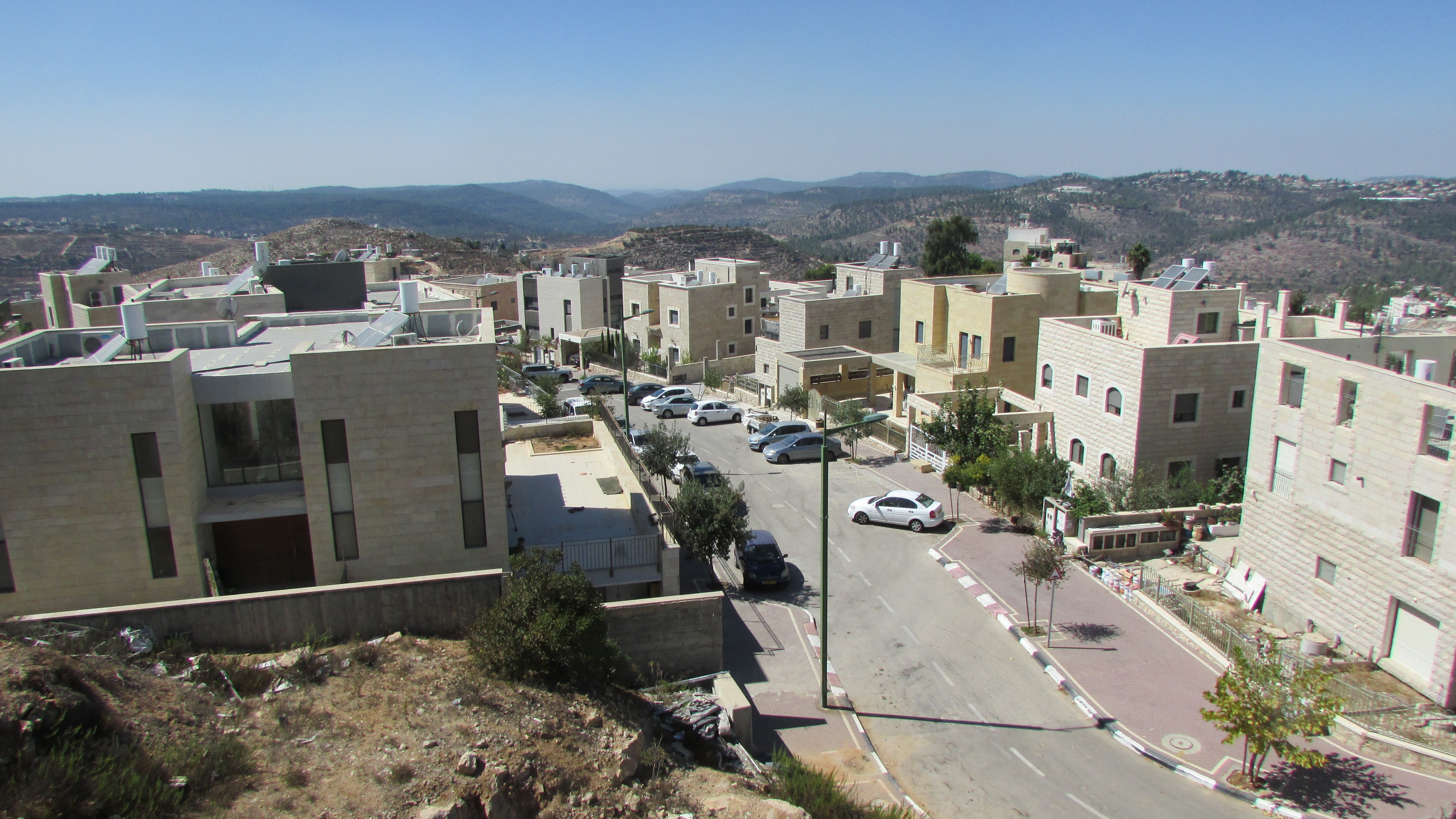
Osiedle Har Gilo

Blok Gusz Ecjon znajduje się na południowy zachód od Jerozolimy Wschodniej i Betlejem. Zajmuje powierzchnię 72 000 dunamów (72 km²). W skład bloku Gusz Ecjon podlegającego jurysdykcji samorządu regionu Gusz Ecjon wchodzą: Betar Illit, Har Gillo, Newe Danijjel, Kedar, Rosz Curim, Elazar, Migdal Oz, Allon Szewut, Kefar Ecjon, Bat Ajin, Gewa’ot. Według organizacji Pokój Teraz Gewa’ot nie powinno być w ogóle uważane za osiedle, ponieważ jest to obóz wojskowy Brygady Nachal. W 2014 roku Izrael zadeklarował 4000 dunamów (4 km²) jako ziemię państwową. Od czasów swojego powstania obóz rozbudowywał się jako osiedle pobliskiego Allon Szewut. Izrael oficjalnie jednak nie uznawał istnienia rozbudowanego osiedla, ponieważ powstawało ono bez planów zagospodarowania przestrzennego .
| Osiedle       | Liczba ludności (2020) |
| ------------- | ---------------------- |
| Betar Illit   | 61 125                 |
| Har Gillo     | 1625                   |
| Newe Danijjel | 2340                   |
| Kedar         | 1619                   |
| Rosz Curim    | 947                    |
| Elazar        | 2487                   |
| Migdal Oz     | 576                    |
| Allon Szewut  | 3071                   |
| Kefar Ecjon   | 1203                   |
| Bat Ajin      | 1605                   |
| Gewa’ot       | b.d.                   |

### Blok Modi’in Illit
Blok ten znajduje się na północny zachód od Jerozolimy i zajmuje obszar 11 000 dunamów (11 km²), a jego główną miejscowością jest zamieszkane przez ortodoksyjnych Żydów Modi’in Illit. Osiedle ma przyznany przez Izrael status miasta. Poza Modi’in Illit w bloku znajdują się: Chaszmona’im, Mattitjahu, Lapid, Szilat, Kefar ha-Oranim (Menora), Kefar Rut, Makkabim (jako część Modi'in-Makkabbim-Re'ut).
| Osiedle                  | Liczba ludności (2020) |
| ------------------------ | ---------------------- |
| Modi’in Illit            | 39 232                 |
| Chaszmona’im             | 2712                   |
| Mattitjahu               | 898                    |
| Lapid                    | 787                    |
| Szilat                   | 947                    |
| Kefar ha-Oranim (Menora) | 2614                   |
| Kefar Rut                | 272                    |
| Makkabim                 | 46829                  |

### Blok Ari’el

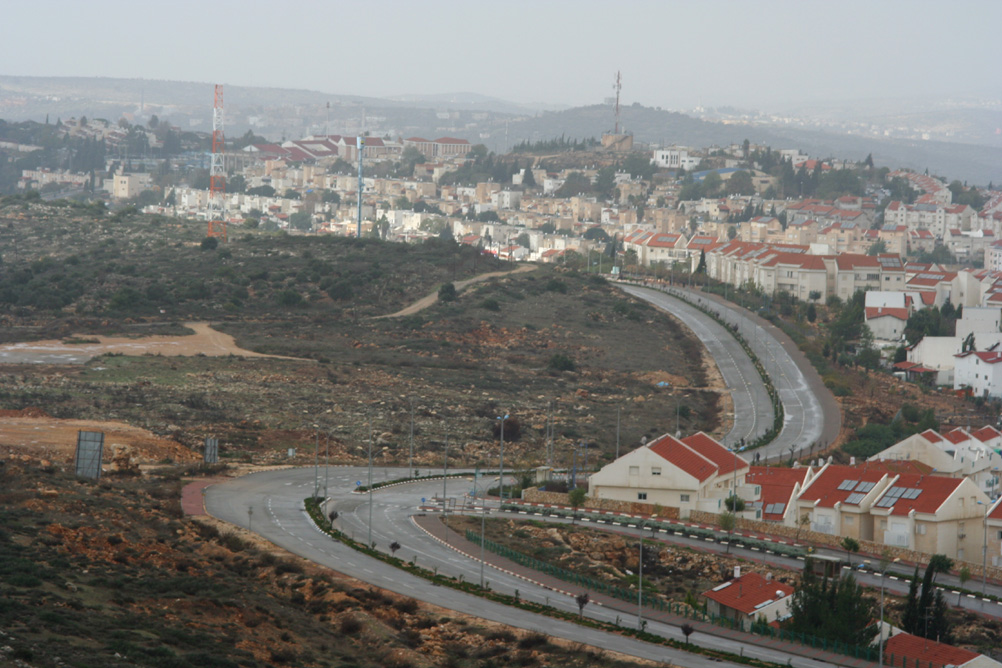
Widok na osiedle Ari’el

Blok ten jest pasem osiedli rozciągającym się od zielonej linii na zachodzie aż po osiedle Ari’el o statusie miasta na wschodzie. Najbardziej wysuniętym na południe osiedlem jest Bet Arje. Blok zajmuje powierzchnię 80 000 dunamów (80 km²). W ramach bloku powstało również wiele nieautoryzowanych osiedli. Blok stanowi klin oddzielający palestyńskie miasto Salfit znajdujące się na południe od bloku od położonych na północy od bloku palestyńskich wsi. Przez blok Ari’el przebiega autostrada nr 5 (łączy osiedle Ari’el z wybrzeżem) i droga ekspresowa nr 60 (łączy Nazaret i północ Zachodniego Brzegu z południem Zachodniego Brzegu po Be’er Szewę). Położenie bloku pozwala na kontrolowanie wspomnianych dwóch ciągów komunikacyjnych oraz umacnianie izraelskiej obecności w centrum Zachodniego Brzegu. W osiedlu znajduje się także Ośrodek Uniwersytecki Ari’el w Samarii.
Organizacja Pokój Teraz podaje, że do najważniejszych osiedli bloku, poza Ari’elem, należą: Ma’ale Szomeron, Bet Arje, Ofarim, Nofim, Jakir, Immanu’el, Pedu’el, Ale Zahaw, Barkan, Kirjat Netafim, Rewawa.
| Osiedle         | Liczba ludności (2020) |
| --------------- | ---------------------- |
| Ari’el          | 19 582                 |
| Ma’ale Szomeron | 996                    |
| Bet Arje        | 947                    |
| Ofarim          | 5351                   |
| Nofim           | 949                    |
| Jakir           | 2368                   |
| Immanu’el       | 4129                   |
| Pedu’el         | 2044                   |
| Ale Zahaw       | 3828                   |
| Barkan          | 1933                   |
| Kirjat Netafim  | 964                    |
| Rewawa          | 2786                   |

### Blok Karne Szomeron

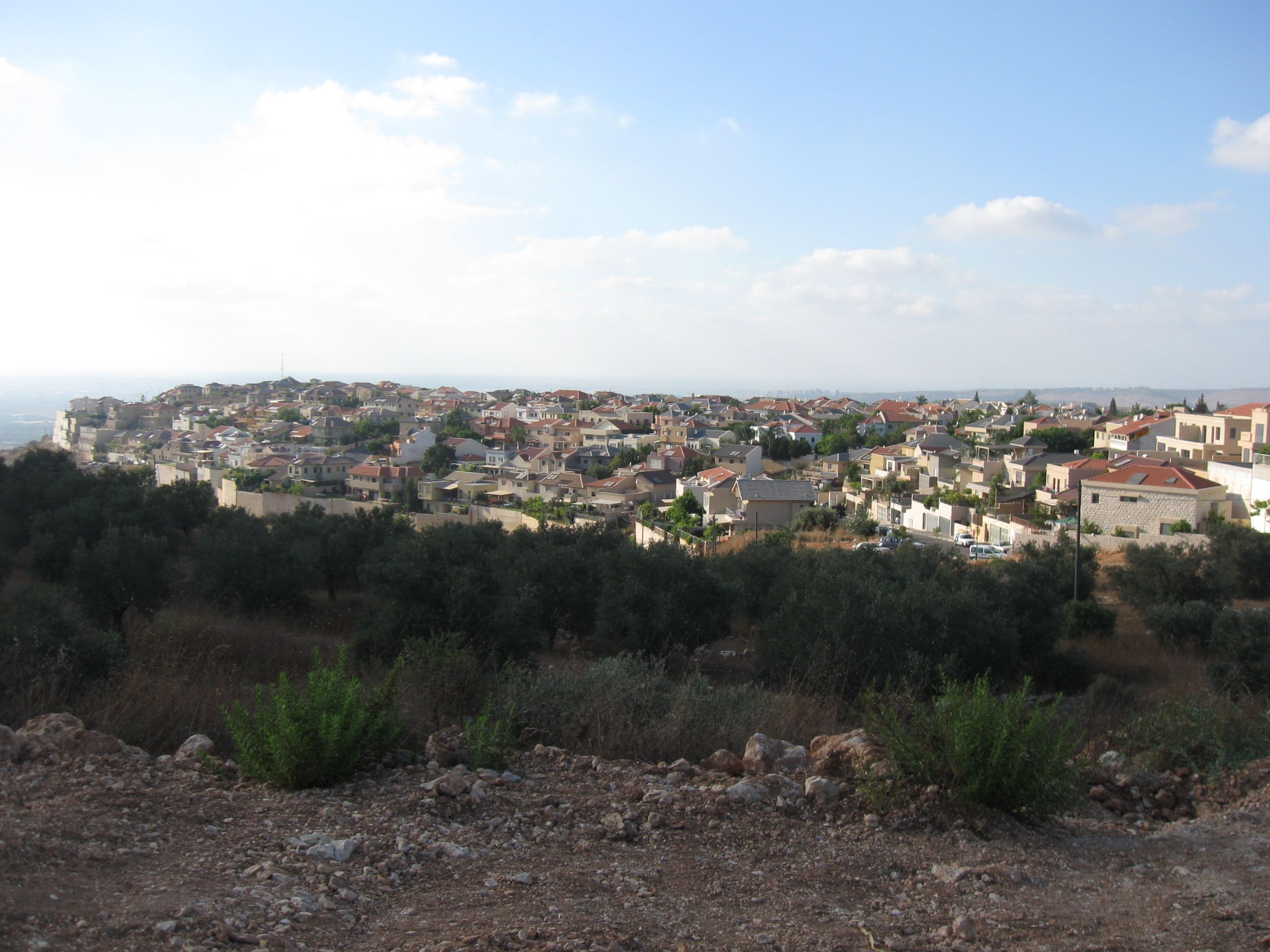
Widok na Alfe Menasze

Blok ten, podobnie jak blok Ari’el, jest klinem, który wbija się od zielonej linii w głąb Zachodniego Brzegu. Obszar bloku ma powierzchnię 78 000 dunamów (78 km²). Wszystkie osiedla i nieautoryzowane osiedla, poza Alfe Menasze, Cufim i Salit, znajdują się poza murem bezpieczeństwa. Według organizacji Pokój Teraz Izrael planuje otoczyć pozostałe poza murem miejscowości dodatkowym ogrodzeniem.
Osiedlami wchodzącymi w skład tego bloku są: Karne Szomeron, Alfe Menasze, Cufim, Salit i Kedumim. W publikacji organizacji Pokój Teraz dotyczącej bloku Ari’el osiedla Kedumim i Karne Szomeron są włączone w jego obszar.
| Osiedle        | Liczba ludności (2020) |
| -------------- | ---------------------- |
| Karne Szomeron | 9417                   |
| Alfe Menasze   | 7997                   |
| Cufim          | 2433                   |
| Salit          | 1409                   |
| Kedumim        | 4586                   |

## Bloki osiedli w Strefie Gazy

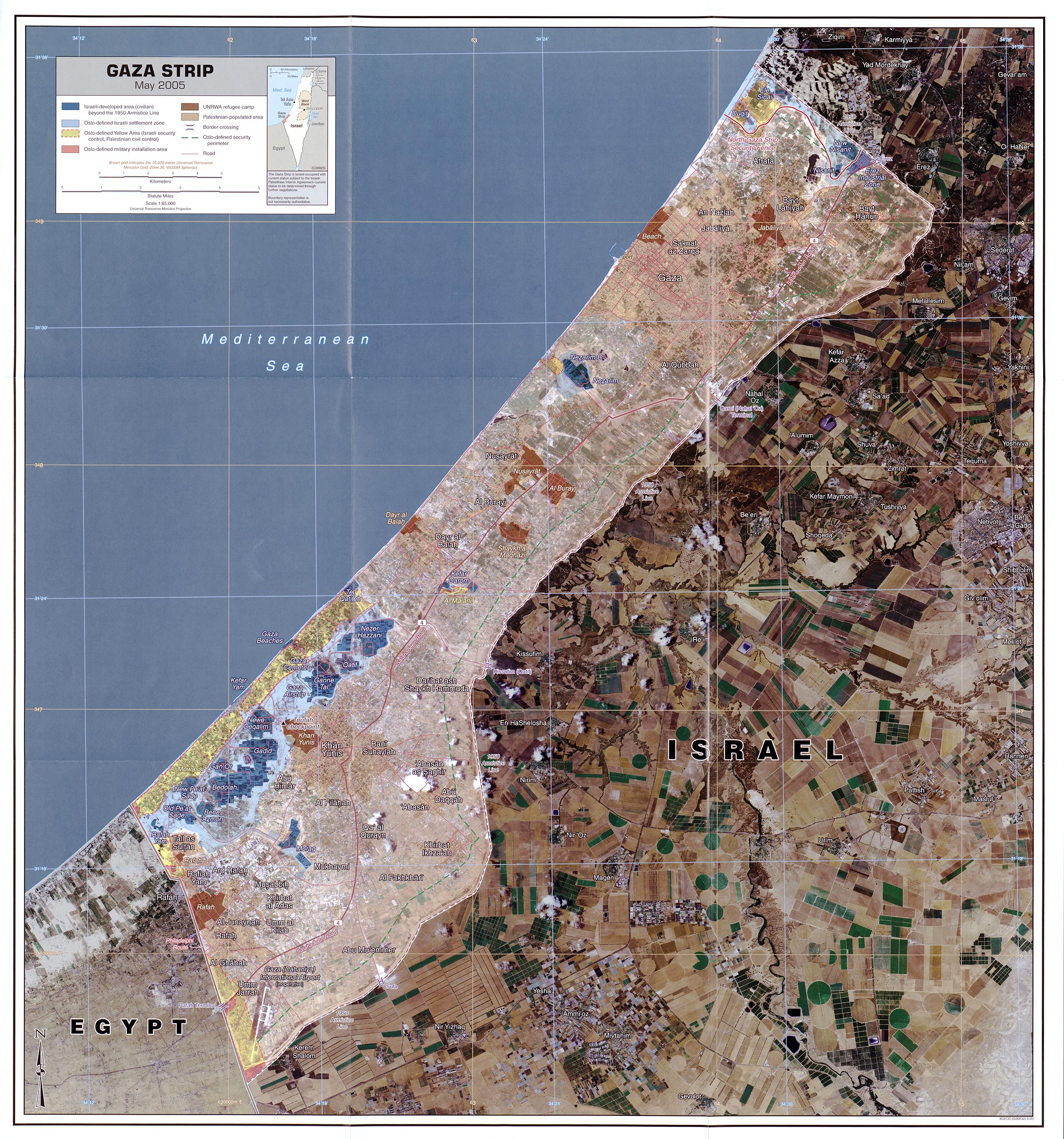
Mapa Strefy Gazy z zaznaczonymi na niebiesko osiedlami

Pomysł, aby utworzyć żydowskie osiedla w Strefie Gazy, został zaproponowany przez Jigala Allona w 1968 roku. Minister uzasadniał izraelską obecność w tym rejonie względami bezpieczeństwa. W 1970 roku powstało pierwsze osiedle Brygady Nachal – Kefar Darom. Dało ono początek największemu blokowi żydowskich osiedli w Strefie Gazy – Gusz Katif. Blok zlokalizowany był w południowo-zachodniej części Strefy Gazy i zajmował powierzchnię 20 000 dunamów (20 km²). Powstał na ziemiach zdeklarowanych jako państwowe, a które wcześniej były zajmowane przez Egipt. Według Elishy Efrata Gusz Katif stanowił przykład niezależnego bloku rolniczych osiedli religijnych za zieloną linią. Problemami, z jakimi musiały zmierzyć się osiedla tego bloku, był dostęp do wody i terytorium do dalszego rozwoju. W pierwszym przypadku z pomocą przyszło państwo, które doprowadzało wodę z państwowych rezerw. Problemu terytorium nie udało się rozwiązać ze względu na duże zagęszczenie miejscowości palestyńskich wokół bloku Katif. Osiedla w bloku utrzymywały się głównie z uprawy owoców i warzyw.
W 1978 roku powstał samorząd regionu Chof Aza w ramach Rady Jesza.
W skład bloku wchodziły następujące osiedla: Bdolach, Bene Acmon (Acmona), Gadid, Gan Or, Ganej Tel, Katif, Kerem Acmona, Kefar Jam, Morag, Necer Chazani, Newe Dekalim, Pe’at Sade, Rafijach, Jam, Szirat ha-Jam, Slaw, Tel Ktifa.

## Propozycje aneksji bloków osiedli
Huberman podkreśla, że propozycje aneksji bloków osiedli na Zachodnim Brzegu były wysuwane przez izraelską prawicę, a także lewicę. Tym samym stwierdza, że bloki stały się częścią konsensusu narodowego, co oznacza, że wszystkie lub część bloków ma zostać włączona w granice Państwa Izrael . Według Efrata bloki wraz z nieautoryzowanymi osiedlami mają zapobiec przekazaniu zbyt dużych obszarów Zachodniego Brzegu Palestyńczykom. W 2004 roku cały rząd Szarona, bazując na liście od George’a W. Busha, działał na rzecz rozwoju osiedli w ramach największych bloków.
W latach 2005 i 2006 pojawiły się dwa projekty ustaw dotyczące bloków osiedli na Zachodnim Brzegu. Oba z nich zakładały „rozciągnięcie izraelskiej suwerenności” na bloki: Ari’el, Kirjat Sefer (inaczej Modi’in Illit), Ma’ale Adummim, Gusz Ecjon, Giwat Ze’ew i Doliny Jordanu.
W 2015 roku podczas spotkania Benjamina Netanjahu z wysoką przedstawicielką Unii Europejskiej do spraw zagranicznych i polityki bezpieczeństwa Federicą Mogherini izraelski premier miał dać do zrozumienia przedstawicielce, że na Zachodnim Brzegu są miejscowości, które pozostaną pod kontrolą Państwa Izrael .

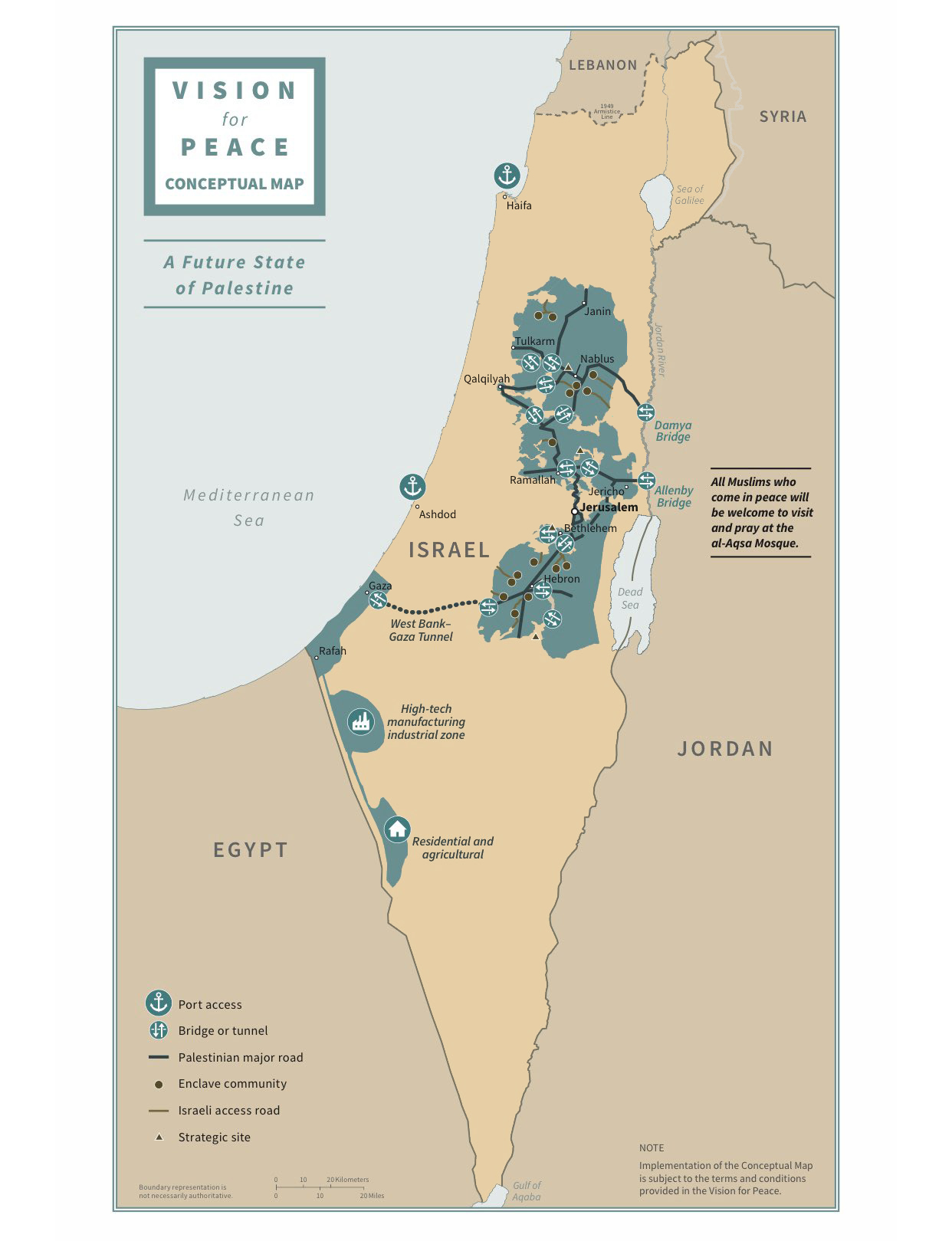
Mapa Planu Trumpa.

Wybór Donalda Trumpa na prezydenta Stanów Zjednoczonych przyczynił się do zwiększenia liczby propozycji aneksji bloków osiedli. W styczniu 2017 roku pojawiła się propozycja anektowania Ma’ale Adummim . W tym samym roku przewodniczący Knesetu Juli Edelstein wyraził chęć aneksji bloków Gusz Ecjon i Ma’ale Adummim .
W 2019 roku Ajjelet Szaked z Nowej Prawicy zaproponowała przyłączenie do Izraela Gusz Ecjon, Ma’ale Adummim i całą Dolinę Jordanu. W tym samym roku Netanjahu poinformował o rozpoczęciu rozmów z amerykańską administracją na temat aneksji bloków osadniczych oraz osiedli zlokalizowanych poza nimi .

W 2020 roku Izrael poinformował władze Autonomii Palestyńskiej poprzez Jordanię, że zredukuje swoje plany aneksji. Wykluczona z nich będzie Dolina Jordanu, ale pozostaną dwa lub trzy bloki: Gusz Ecjon, Ma’ale Adummim i Ari’el .
Tak zwany Plan Trumpa nie zakładał ewakuacji lub zniszczenia osiedli na Zachodnim Brzegu. Mowa w nim o potrzebie wymiany terytoriów nie na zasadzie jeden do jednego, ale że obszary, które mają otrzymać Palestyńczycy od Izraela, łącznie z terytorium państwa palestyńskiego, muszą być porównywalne do obszaru Zachodniego Brzegu sprzed 1967 roku. Poza tym zgodnie z tym planem 97% Izraelczyków zamieszkujących Zachodni Brzeg dostałoby się w granice terytorium Państwa Izrael. Była to kontynuacja amerykańskiego stanowiska administracji Donalda Trumpa, która uznawała, że istnienie cywilnych izraelskich osiedli na Zachodnim Brzegu nie łamie prawa międzynarodowego per se. Po ogłoszeniu planu amerykański ambasador w Izraelu David M. Friedman wydał oświadczenie, iż Izrael powinien rozpocząć aneksję osiedli bez zastanawiania się. Propozycja ambasadora jak i same zapisy Planu Trumpa zostały przyjęte z aprobatą przez ówczesnego premiera Benjamina Netanjahu.